# Tomares cyprius
Tomares cyprius är en fjärilsart som beskrevs av Hans Ferdinand Emil Julius Stichel 1911. Tomares cyprius ingår i släktet Tomares och familjen juvelvingar. Inga underarter finns listade i Catalogue of Life.